# Ferdinand III de Guastalla
Pour les articles homonymes, voir Guastalla.
Ferdinand III de Gonzague (en italien : Ferrante Gonzaga) est un prince italien issu de la maison de Gonzague, né à Mantoue le 4 avril 1618 et mort à Guastalla le 11 janvier 1678. Il fut le troisième duc de Guastalla, de 1632 à 1678.

## Biographie
Fils du duc César II de Guastalla, il lui succède en 1632.
Le 24 juin 1647, il épouse Marguerite d'Este (1619 - 12 novembre 1692), fille d'Alphonse III d'Este, duc de Modène, et d'Isabelle de Savoie (11 mars 1591- 22 août 1626).
À la mort de Ferdinand III, le duché de Guastalla passe à son gendre, le duc de Mantoue Charles III Ferdinand de Gonzague, pour ensuite passer à l'époux de la seconde fille de Vincent Ier de Guastalla, investi par l'empereur Léopold Ier de Habsbourg.

## Descendance
Ferdinand et Marguerite eu deux filles :
- Anne-Isabelle de Guastalla (1650 - 11 août 1703), mariée en 1670 à Charles III Ferdinand de Mantoue (1652-1708), duc de Mantoue et de Montferrat;
- Marie-Victoire de Guastalla mariée à Vincent Ier de Guastalla (1634-1714), duc de Guastalla, à partir de 1692.